# 藤原上子
藤原 上子（ふじわら の じょうし/うわこ、生没年不詳）は、奈良時代から平安時代初期にかけての女性。藤原北家、藤原小黒麻呂の娘。桓武天皇の女御となり滋野内親王を産む。延暦23年（804年）従五位上、延暦24年（805年）に正五位下に叙されている。